# Mormyrus hildebrandti
Mormyrus hildebrandti es una especie de pez elefante eléctrico en la familia Mormyridae presente en la cuenca del Río Athi. Es nativo de Kenia y puede alcanzar un tamaño aproximado de 200 mm.
Respecto al estado de conservación, se puede indicar que de acuerdo a la IUCN, no existe información suficiente para esta especie, por lo que no puede catalogarse en alguna categoría.